# Paul McCoy
Paul McCoy (Florence, 7 settembre 1981) è un cantante e chitarrista statunitense, leader del gruppo musicale post-grunge 12 Stones.

## Biografia
McCoy è cresciuto a Florence, città che gli ha dato i natali, sino al dicembre 1981, quando la sua famiglia emigrò a Slidell, nello stato della Louisiana. Più tardi si è professato cristiano. Studiò sino al quinto anno, poi la famiglia si stabilì a Mandeville, dove completò i suoi studi. Qui vivono ancora oggi i suoi genitori. Firmò un contratto discografico con la Wind-up Records a distanza di appena quindici mesi dal suo ultimo anno di frequentazione nella Fontainebleau High School.
Non ha mai ricevuto un'educazione musicale vera e propria. Suo padre gli regalò per Natale la prima chitarra elettrica che acquistò da un negozio di Jackson al tempo in cui il cantante era dodicenne. Duettò nel 2003 con Amy Lee, leader degli Evanescence, nel brano Bring Me to Life che portò al successo il gruppo gothic metal in tutto il mondo, e partecipò al video musicale.

### Vita privata
Si è sposato nel 2004 ed è padre di Ryleigh, venuta alla luce nell'aprile del 2005.